# Elachyptera minimiflora
Elachyptera minimiflora là một loài thực vật có hoa trong họ Dây gối. Loài này được (H.Perrier) N.Hallé mô tả khoa học đầu tiên năm 1978.